# Aiguilles de la Saussaz
Le Aiguilles de la Saussaz (3.361 m s.l.m.) sono una montagna della Catena Aiguilles d'Arves-Mas de la Grave nelle Alpi del Delfinato.
Si trovano vicino (a sud-ovest) alle più alte e più importanti Aiguilles d'Arves.
Si distinguono tre vette principali:
- Cima Occidentale -3.340 m
- Cima Centrale - 3.361 m
- Cima Orientale - 3.323 m